# Туризм в Белгородской области

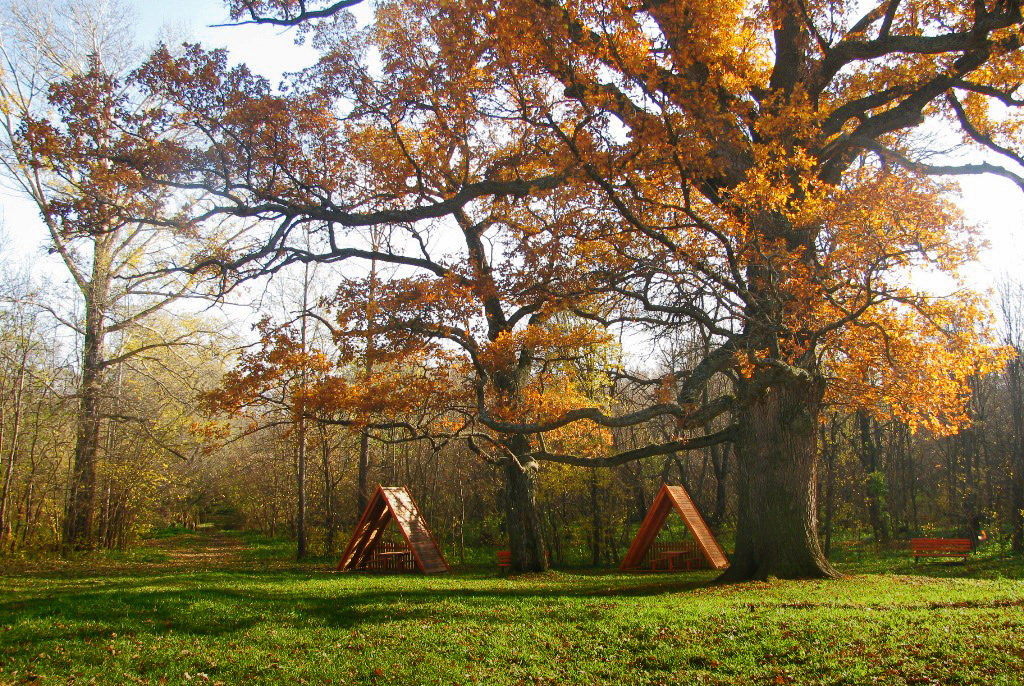
550-летний Панский дуб в с. Яблочково Шебекинского района

Туризм в Белгородской области — отрасль экономики Белгородской области. Основным видом туризма является культурно-познавательный. Область лидирует по количеству объектов сельского туризма.
В области работает более 50 гостиниц, 8 санаториев, 3 санатория-профилактория, 13 баз отдыха, 8 гостевых домов. Функционируют более 130 музеев различного профиля. Старейший из них — Белгородский государственный историко-краеведческий музей.
В 2014 году маршрут по Прохоровскому району Белгородской области «Славе – не меркнуть, традициям – жить!» вошёл в число лучших туристических поездок России в номинации «Лучший военно-исторический маршрут».

## Достопримечательности

### Природные

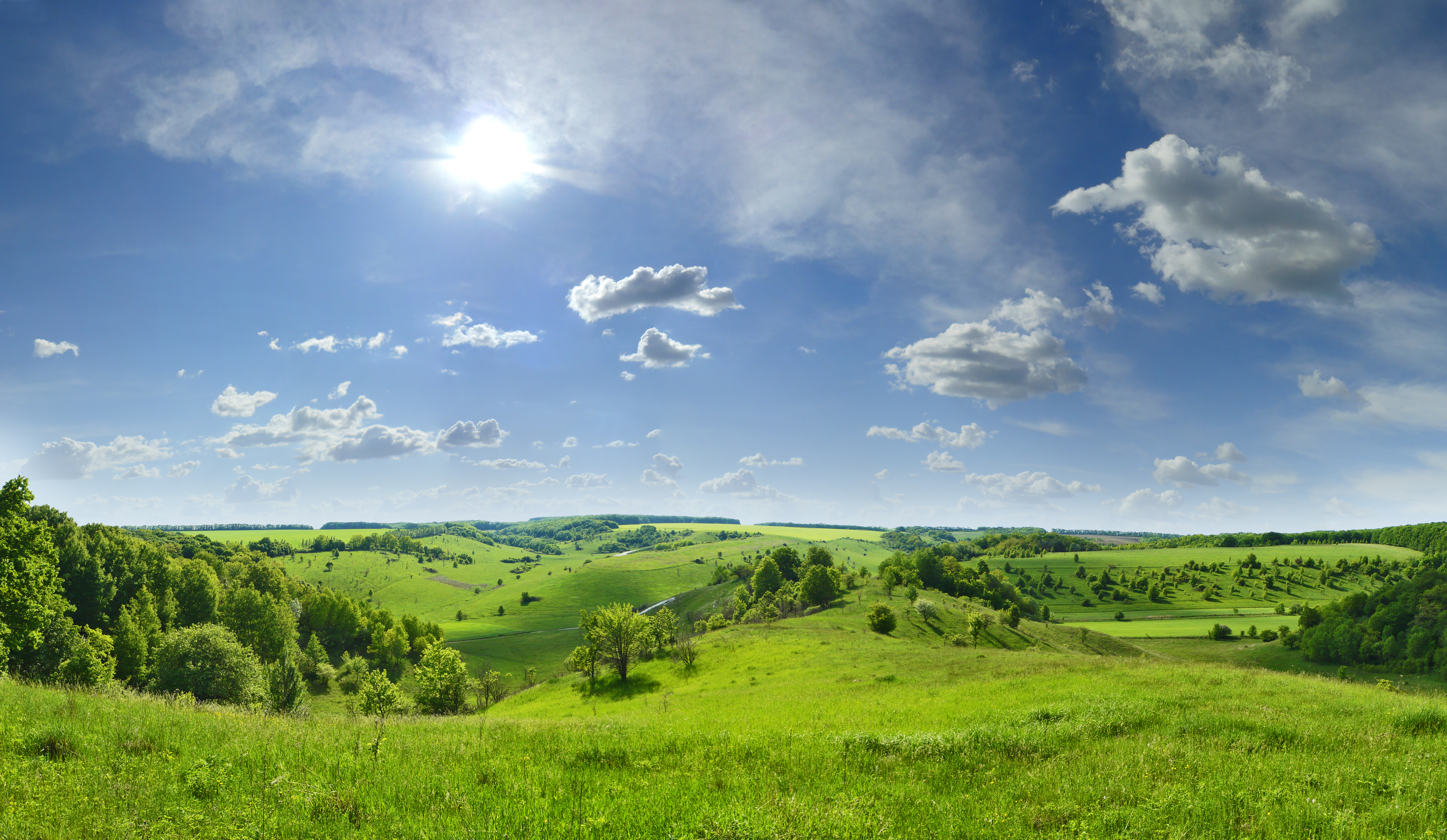
Балка Каменный Лог — типичный пейзаж Белгородчины.

На территории области расположен государственный природный заповедник «Белогорье», в который входят участки «Ямская степь», «Стенки Изгорья», «Лес на Ворскле», «Острасьевы яры», «Лысые горы».
Балка Каменный Лог в Шебекинском районе — одно из самых живописных ландшафтных мест, с типичным пейзажем Белгородской области. На территории около 500 га произрастает 19 видов растений, включённых в областную Красную книгу. На основе балки предполагается создание природного ботанического парка, где будут пролегать экологические туры.
В области произрастает один из старейших дубов России — Панский дуб.

### Культурно-исторические

Звонница на Прохоровском поле.

В области находится множество мест, связанных с Великой Отечественной войной, в частности Прохоровка, где проходило крупнейшее танковое сражение, с именами основоположника русской актёрской школы Михаила Щепкина, героя Отечественной войны 1812 года Николая Раевского, генерала армии, Героя Советского Союза Николая Ватутина.
Под охраной государства находится 2 131 культурных объектов. К памятникам археологии относятся Хотмыжское, Крапивенское, Дмитриевское, Ютановское, Холковское городище с подземным монастырем и пещерами. Памятниками архитектуры являются — Смоленский, Успенско-Никольский, Преображенский соборы, Покровская, Михаилоархангельская, Троицкая, Крестовоздвиженская церкви, дом купца Селиванова, Мельница Баркова.
В список исторических мест России вошли города Белгород, Алексеевка (Яковлевский район), Валуйки, Короча, Грайворон, Новый Оскол, Старый Оскол, посёлки Борисовка, Ивня, Красногвардейское, Ровеньки, Чернянка.
Садово-парковое искусство представлено в усадьбе Юсуповых в селе Ракитное (1728 год); усадьбе Станкевичей Мухоудеровка в Алексеевском районе; слобода Хорватов Головчино; усадьбе Волконских в Яковлевском районе.
Действуют усадьба Раевских в селе Хворостянка, крестьянская изба в бывшем имении М. С. Щепкина Алексеевка, усадьба Градовских в селе Шидловка.

## Фестивали
- Белгородская забава
- Белый город
- Небосвод Белогорья
- Оскольская лира
- Хотмыжская осень